# Hellmut Schöner
Hellmut Schöner (* 18. Juni 1918 in München; † 2003 in Berchtesgaden) war ein deutscher Journalist, Übersetzer und Sachbuchautor sowie u. a. Bearbeiter zeitgeschichtlicher Dokumentationen.

## Leben und Wirken
Hellmut Schöner war Sohn des Anton Schöner (1866–1930), eines  Lenbach-Schülers und von Prominenten seiner Zeit geschätzten Porträtmalers.  Nach seiner journalistischen Ausbildung beim Berchtesgadener Anzeiger arbeitete Hellmut Schöner im Münchener Zeitungsverlag für die Bayerische und die Münchner Zeitung. Ab 1942 diente er als Übersetzer für Russisch auf der Krim und übersetzte nach dem Zweiten Weltkrieg mehrere russische Bücher ins Deutsche, darunter von Ivan Andreevič Aramilev Jagd in der Taiga, das nach seiner deutschen Vorlage ins Englische, Spanische und die skandinavischen Sprachen übersetzt wurde. Ab 1957 war er Mitarbeiter einer auf den gesamten slawischen Raum ausgerichteten Münchener Buch-Export-Import-Firma, die wissenschaftliche Institutionen bis in die USA belieferte. Daneben unternahm er zahlreiche Reisen nach Sibirien, Kasachstan, Murmansk und in die zentralasiatischen und transkaukasischen Sowjetrepubliken.
Er war ab 1960 Bearbeiter des Alpenvereinsführers für die Berchtesgadener Alpen, 1966 Begründer der im Verein für Heimatkunde des Berchtesgadener Landes herausgegebenen „Berchtesgadener Schriftenreihe“ sowie von 1973 bis 1992 Vorsitzender des Heimatkundevereins Berchtesgaden. Entsprechend thematisierten zahlreiche seiner Publikationen die Bergwelt sowie die Historie Berchtesgadens bzw. des Berchtesgadener Landes.
Bis zu seinem Lebensende lebte Schöner in der von seinem Vater 1920 erworbenen und bis 1939 auch als Galerie Anton Schöner genutzten „Villa Malerhügel“ (spätere Bezeichnungen: „Haus Malerhügel“, „Kunsthaus Malerhügel“) an der Salzburger Straße 18 unweit des Salzbergwerks Berchtesgaden. (Nach seinem Tod war die Villa noch etwa bis 2010 bewohnt und steht seither leer. Da das Gebäude nicht unter Denkmalschutz steht, scheint es dem Verfall und dem baldigen Abriss preisgegeben zu sein.)
Hellmut Schöner wurde auf dem Alten Friedhof in Berchtesgaden beerdigt und fand dort u. a. zusammen mit seinem Vater Anton Schöner die letzte Ruhe.

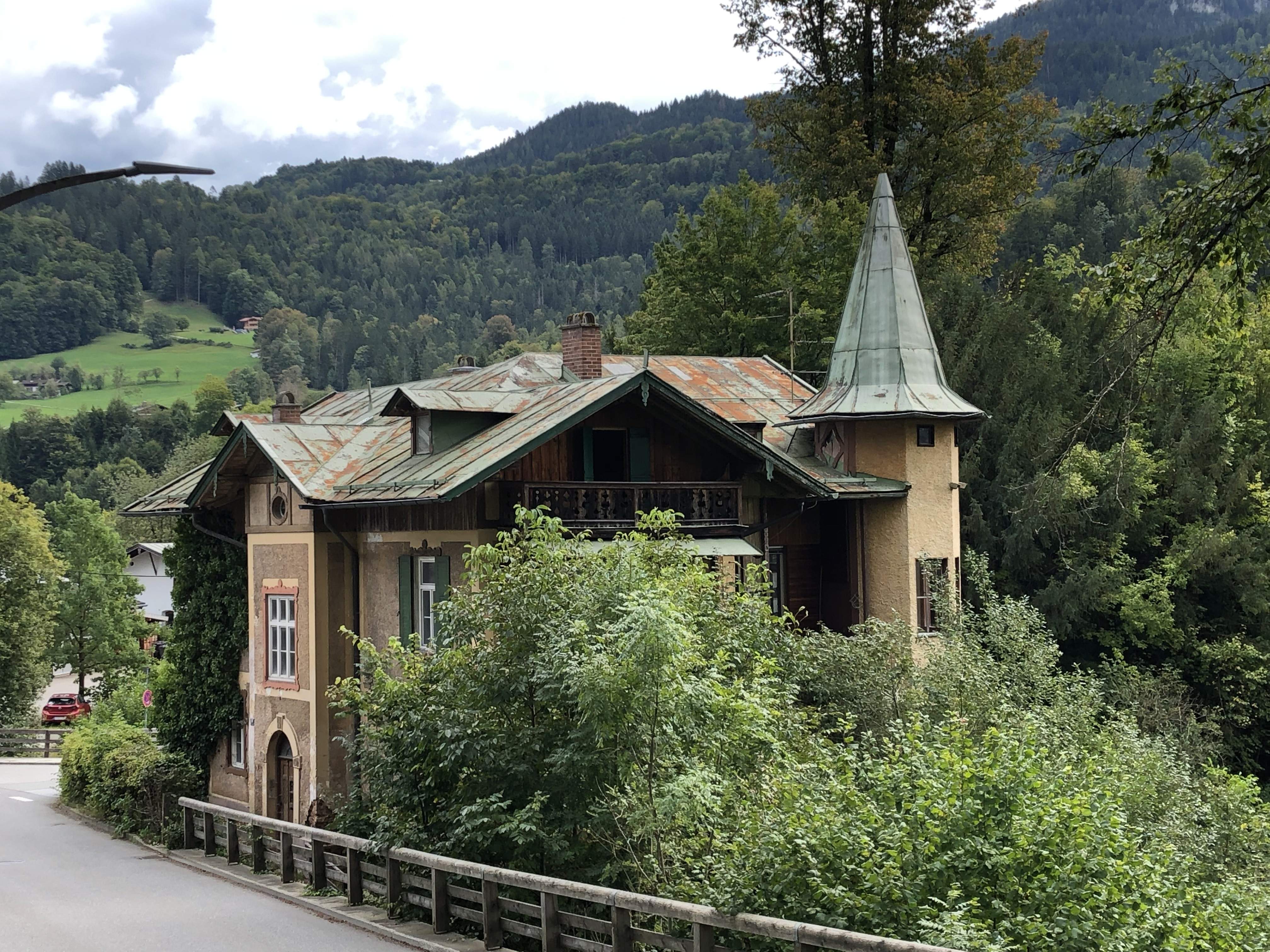
Villa Malerhügel, 2023
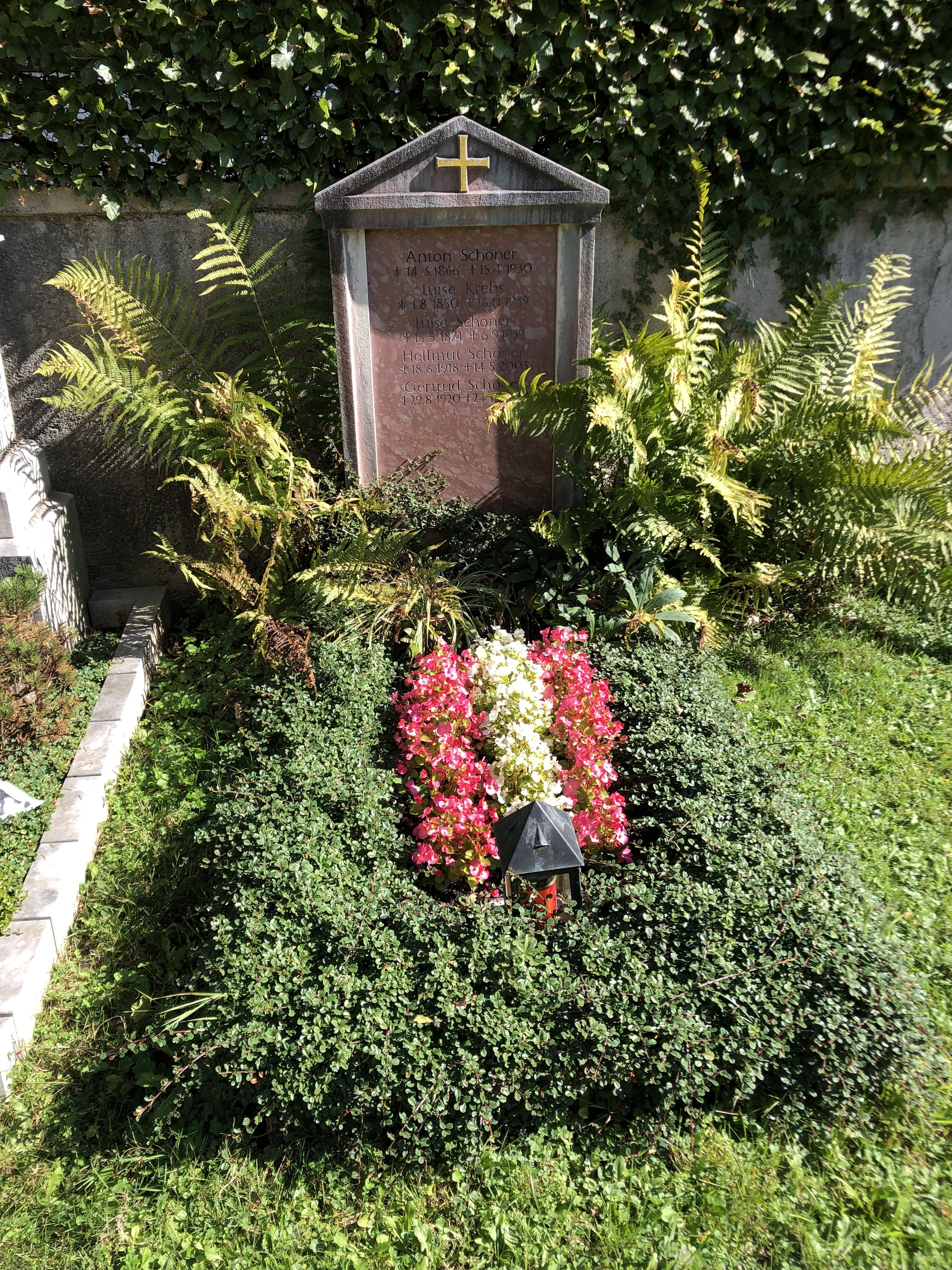
Familiengrab von Anton und Hellmut Schöner

## Bibliografie (Auswahl)

### Sachbücher
- Zweitausend Meter Fels – Ein Watzmann-Ostwand-Buch, Das Bergland-Buch, Salzburg 1943.

9. überarbeitete Aufl. 2014, Plenk Verlag, Berchtesgaden 2014, ISBN 978-3-944501-12-3.
- Watzmann-Ostwand-Führer, zus. mit Hellmuth Schuster, Bergverl. Rother, München 1950.
- Julische Alpen – Die wichtigsten und schönsten Bergfahrten jeden Schwierigkeitsgrades, Bergverlag, München 1956;

6. Aufl., 1989. ISBN 978-3-7633-2406-4.
- Rund um den Watzmann – Streifzüge durch die Berchtesgadener Alpen, Verl. Das Bergland-Buch, Salzburg u. Stuttgart 1959;

3., umgearb. u. neu bebilderte Aufl. 1973. ISBN 978-3-7633-7133-4.
- Die Schwarzmeerküste der Sowjetunion, Teil 1: Odessa und Krim, Sagner, München 1962.
- Kleiner Führer durch die Berchtesgadener Alpen – Talorte, Wanderungen, Übergänge u. Gipfelwege, Bergverl. Rother, München 1968

4. Aufl., 1981. ISBN 978-3-7633-3106-2.
- Berchtesgadener Fremdenverkehrs-Chronik 1871–1922, Verlag Berchtesgadener Anzeiger, Berchtesgaden 1971.
- Küsswetter-Prozess 1952, Sonderdr. zu Das Berchtesgadener Land im Wandel der Zeit – Ergänzungsband I, Berchtesgadener Schriftenreihe Nr. 18, 1983.

### Bearbeitungen
- Geschichte des Fürstenthums Berchtesgaden und seiner Salzwerke – in drey Büchern / vom Ritter Jos. Ernst von KochSternfeld, Neu hrsg. vom Verein für Heimatkunde d. Berchtesgadener Landes, Druckhaus-Nonntal-Bücherdienst, Salzburg 1983.

### Herausgeberschaften
- Berchtesgadener Alpen – (Salzburgisch-bayerische Kalkalpen),  Illustriertes Verzeichnis d. Alpinen Stützpunkte, Kiesel Verlag, Salzburg 1949;

2. Aufl. im Berchtesgadener Anzeiger, Berchtesgaden 1957;
17. Aufl. im Bergverl. Rother, München 1994, ISBN 978-3-944501-12-3.
18. Aufl. zus. mit Bernhard Kühnhauser 1997, ISBN 978-3-7633-1127-9.
- Die Berchtesgadener Seilbahn – Skiabfahrten, Höhenwanderungen, Spaziergänge, Vonderthann, Berchtesgaden 1950.
- Jugoslawien, Brockhaus Verlag, Leipzig 1958.
- A. Helm: Das Berchtesgadener Land im Wandel der Zeit. Reprint von 1929. Verein für Heimatkunde d. Berchtesgadener Landes. Verlag Berchtesgadener Anzeiger sowie Karl M. Lipp Verlag, München 1973
- Das Berchtesgadener Land im Wandel der Zeit. Ergänzungsband I, Verein für Heimatkunde d. Berchtesgadener Landes, Verlag Berchtesgadener Anzeiger sowie Karl M. Lipp Verlag, München 1982, ISBN 3-87490-528-4.
- Die verhinderte Alpenfestung Berchtesgaden 1945 – Dokumente u. Berichte, Verein für Heimatkunde des Berchtesgadener Landes, Verlag Berchtesgadener Anzeiger, Berchtesgaden 1971;

Die verhinderte Alpenfestung – das Ende des Zweiten Weltkrieges im Raum Berchtesgaden, zus. mit Ilse Lackerbauer u. Fritz Hofmann, Plenk Verlag, Berchtesgaden 1996, ISBN 978-3-927957-00-8.
- Hitler-Putsch im Spiegel der Presse – Berichte bayer., norddt. u. ausländ. Zeitungen über d. Vorgänge im Nov. 1923 in Originalreproduktionen, Lipp, München 1974, ISBN 978-3-87364-030-6.
- Der alte Obersalzberg bis 1937 – Dokumentation über die durch Zwangsaufkauf und Abbruch zerstörte ursprüngliche Besiedlung, zus. mit Rosl Irlinger,  Verein für Heimatkunde des Berchtesgadener Landes, Verlag Berchtesgadener Anzeiger, Berchtesgaden 1989, ISBN  	978-3-9802241-0-9.

### Übersetzungen
- Witali Michailowitsch Abalakow: Die Grundlagen des Alpinismus – Ein Leitfaden d. Bergsteigens, Bibliographisches Institut, Leipzig 1952.
- David M. Satulowski: Auf den Gletschern und Gipfeln Mittelasiens, Bibliographisches Institut, Leipzig 1953.
- Ivan Andreevič Aramilev: Jagd in der Taiga, Verl. Das Bergland-Buch Salzburg u. Stuttgart 1959.
- Petar Lučić-Roki (Hrsg.): Die Bergwelt Jugoslawiens, BLV Verlagsges., München 1969.
- Russische Jagderzählungen, ausgewählt von Hellmut Schöner. Mit 24 Zeichn. von Hans Arlart. Verlag Das Bergland-Buch, Salzburg, Stuttgart, Zürich 1970.